# رضا ابراهیمی
رضا ابراهیمی بازیکن و مربی تیم ملی والیبال ایران و باشگاه پیکان و قند شیروان بود. وی در دوره سرمربیگری ولاسکو، دستیار او بود. سپس سرمربیگری دانشگاه آزاد، مناطق نفت خیز جنوب و جواهری گنبد را به عهده داشت. و پس از آن به پیکان تهران آمد و مربی این تیم شد. رضا ابراهیمی که خودش سال‌ها پیراهن تیم ملی والیبال ایران را بر تن داشت سپس مربیگری تیم امید را هم برعهده گرفت.

## فوت
او در ۲۳ اسفند ۱۳۹۴ پس از چند روز دست و پنجه نرم کردن با بیماری قلبی درگذشت.